# Beneficência Portuguesa de Santos
A Sociedade Portuguesa de Beneficência é um centro hospitalar criado e fundado em 21 de agosto de 1859 na cidade de Santos, São Paulo. Criada quando um grupo de 20 portugueses, liderados por José Joaquim de Souza Airam Martins, reuniu-se na Rua Direita, 20 (atual Rua XV de Novembro) para fundar uma instituição que desse amparo aos imigrantes portugueses e suas famílias, que chegavam da Europa para viver no Brasil.

## Histórico da associação filantrópica
A proposta inicial de dar assistência através de auxílio alimentação, emprego, moradia entre outras, foi se transformando em função das constantes epidemias que assolavam a região.
O projeto de construção do primeiro hospital surgiu a partir da doação de um terreno de propriedade do português Antônio Ferreira da Silva e sua esposa, Maria Luísa Ferreira da Silva. Localizado no bairro do Paquetá, entre as ruas das Flores (atual rua Amador Bueno) e do Rosário (hoje rua João Pessoa). A propriedade ocupava uma área conhecida por “Bexiguentos” porque o local abrigara uma unidade na qual eram recolhidas vítimas de varíola..Graças a doação do casal Ferreira da Silva, as obras do primeiro hospital da Beneficência Portuguesa foram iniciadas em 12 de abril de 1868. Mas em virtude de uma série de dificuldades, o hospital só foi inaugurado em 6 de janeiro de 1878, ou seja, 19 anos após a fundação da Sociedade.
Em 1875 recebeu a visita do Imperador do Brasil, D. Pedro II. Em 1889, o trabalho de seus médicos e funcionários foi amplamente solicitado em virtude de uma grande epidemia de febre amarela (o primeiro médico da Sociedade Portuguesa de Beneficência, quando o hospital foi inaugurado no Paquetá, em 1978, foi o alemão Dr. Frederico Guilherme Von Der Meden).
Em função do número cada vez mais crescente de imigrantes portugueses, cresceu o número de associados. Crescia também a cidade, em particular a região do porto onde estava localizado o hospital. Com as obras de expansão dos armazéns da Companhia Docas de Santos e a umidade do local, o bairro tornou-se inadequado para atendimento aos pacientes.
Esses fatores contribuíram para que fosse iniciada uma campanha para a mudança do hospital e consequentemente da sede da Sociedade Portuguesa de Beneficência. Com a doação de terreno e materiais, em 5 de outubro de 1922, foi lançada a pedra fundamental da construção do atual prédio da instituição, na Avenida Bernardino de Campos, 47. A inauguração do Hospital Santo Antônio e sede da instituição nesse novo local, aconteceu em 1º de dezembro de 1926.
Em 1990, a entidade inaugurou o Hospital Santa Clara, prédio anexo ao Hospital Santo Antônio, constituindo-se em importante contribuição aos associados e à comunidade.
Hoje com cerca de 50 especialidades médicas e aparelho de ressonância magnética de última geração, com alta complexidade nas áreas de cirurgia vascular, tórax, urologia, gastroenterologia, cabeça, pescoço e implantação de marca-passo, a Beneficência é padrão de referência regional no setor de Oncologia. 

## Diretoria executiva da SPB
Compõem a nova diretoria executiva da entidade filantrópica Beneficência Portuguesa de Santos para o quatriênio 2020/204:
- Presidente: Ademir Pestana, empresário e vereador em quarto mandato. É neto de portugueses das regiões da Ilha da Madeira e Trás-Os-Montes.
- Vice-Presidente: Renato Luiz Rodrigues Novaes, empresário e advogado trabalhista. É neto de de portugueses das regiões de Ancião e Leiria.
- Diretor Financeiro: Carlos Alberto Limas, aposentado da Petrobras e contador. É neto de portugueses da Ilha da Madeira.
- Assessora Secretária: Maria de Lourdes dos Santos. É filha de portugueses da região de Arouca..

## Presidentes da diretoria
Ordem decrescente
2004 – 2015 = 	ADEMIR PESTANA.
2002 – 2003 = 	VALTER CONDE LOPES.
1996 – 2001 = 	ADEMIR PESTANA.
1990 – 1995 = 	OTAVIO ALVES ADEGAS.
1986 – 1989 = 	PAULO ROBERTO PIRES.
1982 – 1985 = 	CARLOS ALBERTO AMADO COSTA.
1972 – 1981 = 	EDUARDO DIAS COELHO.
1968 – 1971 = 	LUIS DIAS MARCELINO.
1964 – 1967 = 	ANTONIO DA CRUZ.
1960 – 1964 = 	MANOEL DIAS MARCELINO JUNIOR.
1956 – 1959 = 	ANTONIO DINIZ.
1952 – 1955 = 	ANTONIO DA CRUZ.
1948 – 1951 = 	FRANCISCO LOURENÇO GOMES.
1946 – 1947 =	CORDOVIL FERNANDES LOPES.
1944 – 1945 =	JOSE MARTINS SIMOES.
1942 – 1943 =	ANTONIO AZEVEDO FERREIRA LAGE.
1940 – 1941 =	AMILCAR ABEL NUNES e ANTONIO A. FERREIRA LAGE.
1927 – 1939 =	ARISTIDES CARREIRA CORRÊA DA CUNHA.
1912 – 1926 =	JOSE DA SILVA GOMES DE SÁ.
1911 =		VIRIATO DINIZ CORREA DA COSTA.
1910 =		FRANCISCO BENTO DE CARVALHO.
1908 – 1909 =	JOÃO LOURENÇO DE SILVA.
1907 =		MANOEL ALVES TOMAZ.
1905 – 1906 =	VIRIATO DINIZ CORREA DA COSTA.
1901 – 1904 =	JOAQUIM SOARES GOMES.
1900 =		MANOEL HOMEM DE BITTENCOURT.
1899 =		JOSE TEIXEIRA MARQUES VALE.
1898 = 		JACINTO FELICIANO PIMENTEL.
1897 =		CARLOS ALBERTO DA FONSECA.
1894 – 1898 =	FIRMINO FERREIRA LEÃO DE MOURA.
1893 =		FRANCISCO PORTUENSE MACHADO REIS.
1891 – 1892 =	ANTONIO ALFREDO VAZ CERQUINHO.
1890 = 		JOSE GOMES DE OLIVEIRA CARNEIRO.
1889 =		ANTONIO ALFREDO VAZ CERQUINHO.
1888 =		LUIZ JOSE DE MATOS.
1887 =		LINO CASSIANO JARDIM.
1886 =		MANOEL FERREIRA DA ROCHA SOARES.
1885 =		JOSE SERAFIM CARDOSO.
1884 = 		JOSE JUSTINO DA SILVA VASCONCELOS.
1883 = 		ANTONIO DE PINHO BRANDÃO.
1882 =		MANOEL FERREIRA DA ROCHA SOARES.
1881 = 		MANOEL FERNANDES DE OLIVEIRA.
1880 = 		ADRIÃO LUIZ ESTEVES.
1879 =		TOMAZ DA ROCHA.
1878 = 		BOAVENTURA RODRIGUES DE SOUZA.
1873 – 1877 =	ANTONIO NICOLAU DE SÁ.
1872 = 		MANOEL ALVES FERREIRA DA SILVA.
1863 – 1871 =	MANOEL LOURENÇO DA ROCHA.
1862 = 		ANTONIO DOMINGUES MARTINS e VITORINO GOMES CARMILO.
1861 =		JOSE ANTONIO DE SOUZA GUIMARÃES.
1859 – 1860 =	MANOEL ALVES FERREIRA DA SILVA.

## Conselho deliberativo
Entidade filantrópica sem fins lucrativos, em janeiro de 2020 foi eleita a Mesa do Conselho Deliberativo da Sociedade Portuguesa de Beneficência de Santos, composta por:
- Presidente: Rivaldo Rodrigues Novaes Junior, aposentado da Pref. de Santos e professor. É neto de portugueses das regiões de Ancião e Leiria.
- Vice-presidente: João de Morais Carvalho, aposentado do Estado de SP. É filho de portugueses das regiões de Vila do Conde e Trás-Os-Montes.
- Secretária: Mônica Cristiana Pedro dos Santos, advogada trabalhista. É filha de português da região de Vizeu e neta de portuguesa da região de Arouca.

## Diretoria técnica
O diretor técnico da Sociedade Portuguesa de Beneficência é o médico clínico geral e administrador de empresas, Dr. Mario da Costa Cardoso Filho, responsável pela instituição perante o Conselho de Medicina e também perante a Lei. Cabe a ele, regular e fiscalizar o exercício da profissão no complexo hospitalar formado pelos hospitais Santo Antônio e Santa Clara e dar a estes profissionais condições de trabalho.

## Diretoria clínica
A Diretoria Clínica no biênio 2018/2020 está sob a responsabilidade dos médicos Alfredo Fernando Vecchiatti Pommella (diretor) e Sandro Rogério Dainez (vice-diretor).  A Diretoria Clínica é um órgão independente que funciona como elo de ligação entre o corpo clínico e a Direção Técnica e Direção geral do hospital. Seu diretor e vice são eleitos e representam a classe médica dentro da instituição e entre suas atribuições, estão: dirigir, coordenar e orientar o Corpo Clínico; supervisionar as atividades desses profissionais, zelar pelo cumprimento do Regimento Interno do Corpo Clínico e pelo cumprimento do Código de Ética Médica, ou seja promover e exigir o exercício ético da Medicina, bem como observar as Resoluções do Conselho Federal de Medicina (CFM) e Conselho Regional de Medicina. 